# Она сказала «Да!»
«Она сказала „Да!“» (англ. My Mother's Wedding; также был известен под названием North Star) — британский художественный фильм, режиссёрский дебют актрисы Кристин Скотт Томас. Главные роли в нём сыграли сама Томас, Скарлетт Йоханссон, Сиенна Миллер и Эмили Бичем. Премьера картины состоялась в сентябре 2023 года на кинофестивале в Торонто.

## Сюжет
Главные герои фильма — три сестры, у которых не складывается личная жизнь. Они решают выдать замуж свою мать.

## В ролях
- Кристин Скотт Томас — Диана
- Скарлетт Йоханссон — Кэтрин
- Фрида Пинто
- Сиенна Миллер — Виктория
- Эмили Бичем — Джорджина

## Премьера и восприятие
Премьера картины состоялась в сентябре 2023 года на кинофестивале в Торонто.